# 巴兹尔
巴兹尔（Bazir Han，?—?），喀喇汗国第一任君主阙毗伽·卡迪尔汗的儿子。建国之初，喀喇汗国大汗之侧有副汗；大汗称阿尔斯兰（Arslan Han，狮子）喀喇可汗，驻八剌沙衮，号“哈喇斡耳朵”或“虎思斡耳朵”（今巴尔喀什湖楚河河源西南）；副汗称博格拉（公驼）喀什可汗，驻怛罗斯（今哈萨克斯坦塔拉兹）。
巴兹尔担任阿尔斯兰喀喇可汗（大汗），他弟弟奥古尔恰克担任博格拉喀什可汗（副汗），巴兹尔就是最早皈依伊斯兰教的突厥人萨图克·博格拉汗的父亲。
| 前任： 阙毗伽·卡迪尔汗 | 喀喇汗国可汗 9世纪末 | 繼任： 萨图克·博格拉汗 |